# هوهانس واریان
هوهانس کیمی واریان (ارمنی: Հովհաննես Կիմի Վարյան؛  زادهٔ ۲۵ آوریل ۱۹۵۷) فرد نظامی اهل ارمنستان است. که از تاریخ ۲۰۰۹ تا تاریخ ۲۰۱۸ سمت ریاست آکادمی پلیس جمهوری ارمنستان را برعهده داشت.

## زندگی‌نامه
وی در ۲۵ آوریل ۱۹۵۷ در لنیناکان به دنیا آمد . همچنین برندهٔ جوایزی همچون مدال گارگین نژده  شده است.

## یادداشت
1. ↑  ՀՀ Ոստիկանության կրթահամալիրի պետ